# Skulpturenpark Zollverein

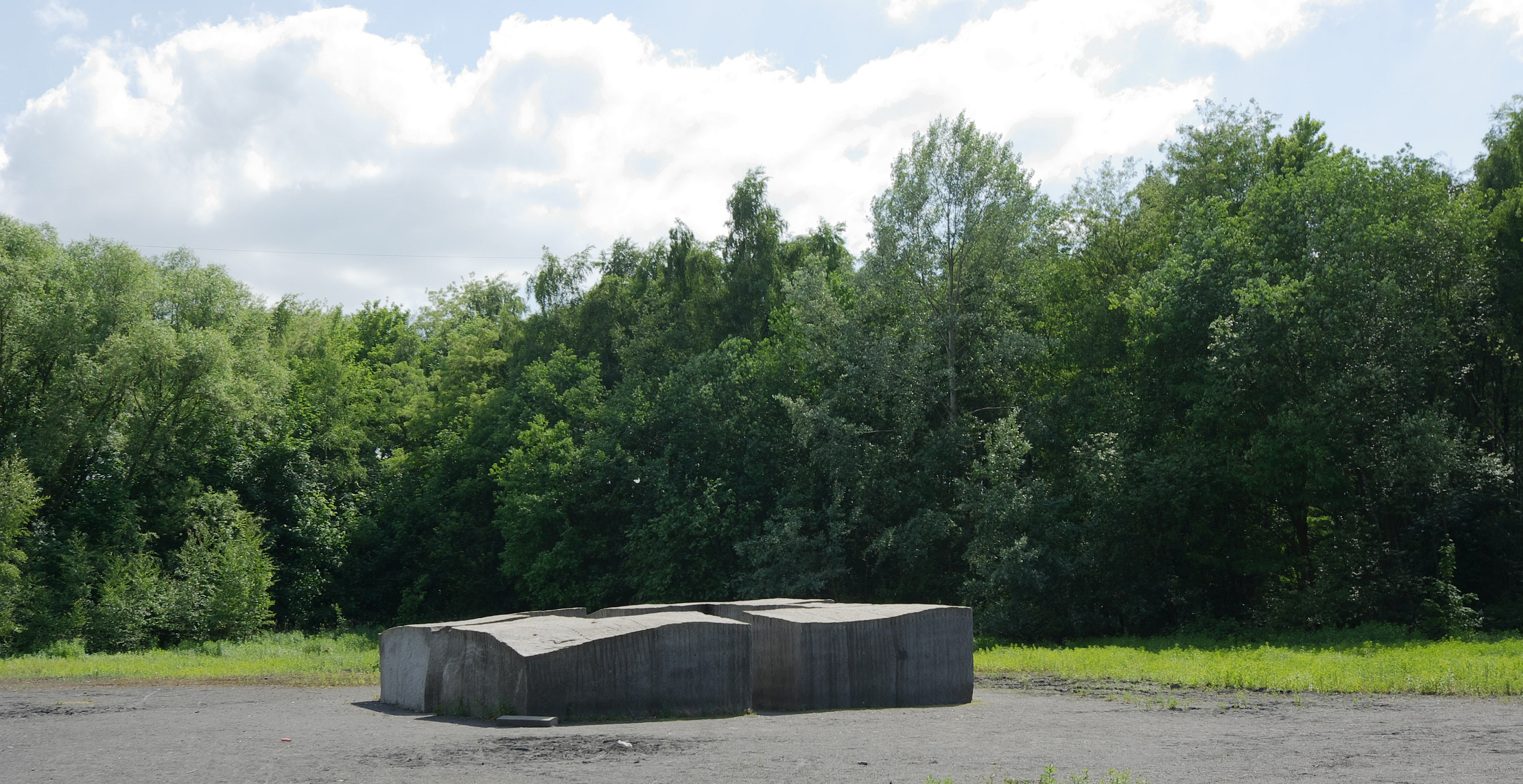
Halde met beeldenpark

Skulpturenpark Zollverein is een beeldenpark met werken van de Duitse beeldhouwer Ulrich Rückriem.
Het beeldenpark is aangelegd op een afgeplatte Halde tussen schacht XII en de cokesfabriek van de in 1986 stilgelegde kolenmijn Zeche Zollverein in de Duitse stad Essen (Noordrijn-Westfalen).
Het beeldenpark maakt deel uit van de ontwikkeling door de Stichting Zollverein van de gebouwen en het omliggende terrein van de voormalige kolenmijn tot cultureel centrum en natuurgebied. De aanwezigheid van Ulrich Rückriem op DOCUMENTA IX was de directe aanleiding tot het inrichten van een beeldenpark met 6 werken (24 stenen).
Enkele beelden bevinden zich niet op de steenberg, maar in het nabijgelegen Skulpturenwald.
Het Kolenmijn- en industriecomplex Zeche Zollverein is onderdeel van de Europese Industrieel Erfgoedroute en staat sinds 2001 op de Werelderfgoedlijst van de UNESCO. Zeche Zollverein is in 2010 het culturele centrum van Ruhr.2010 - Kulturhauptstadt Europas geweest.

## Fotogalerij

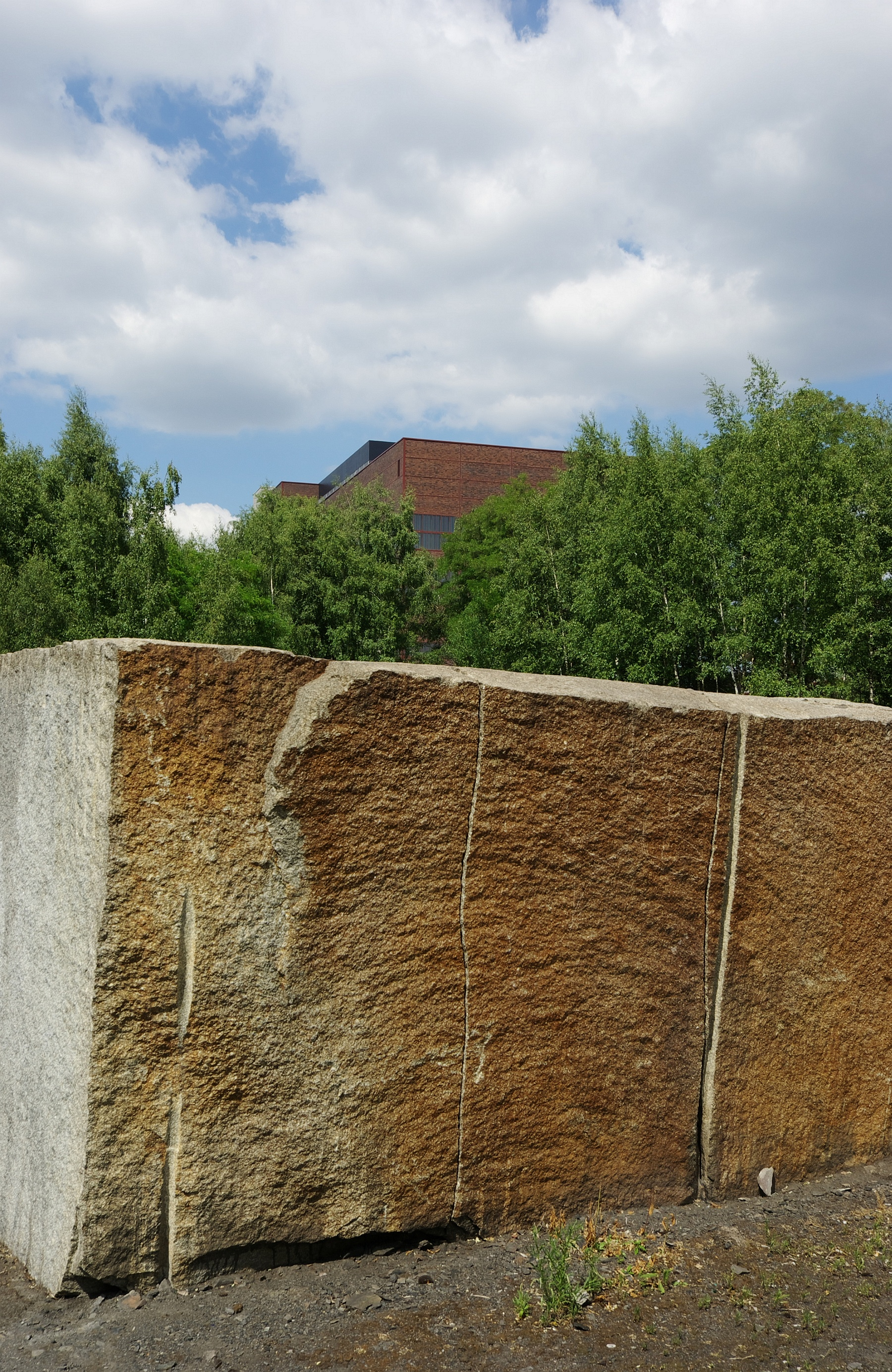
zonder titel
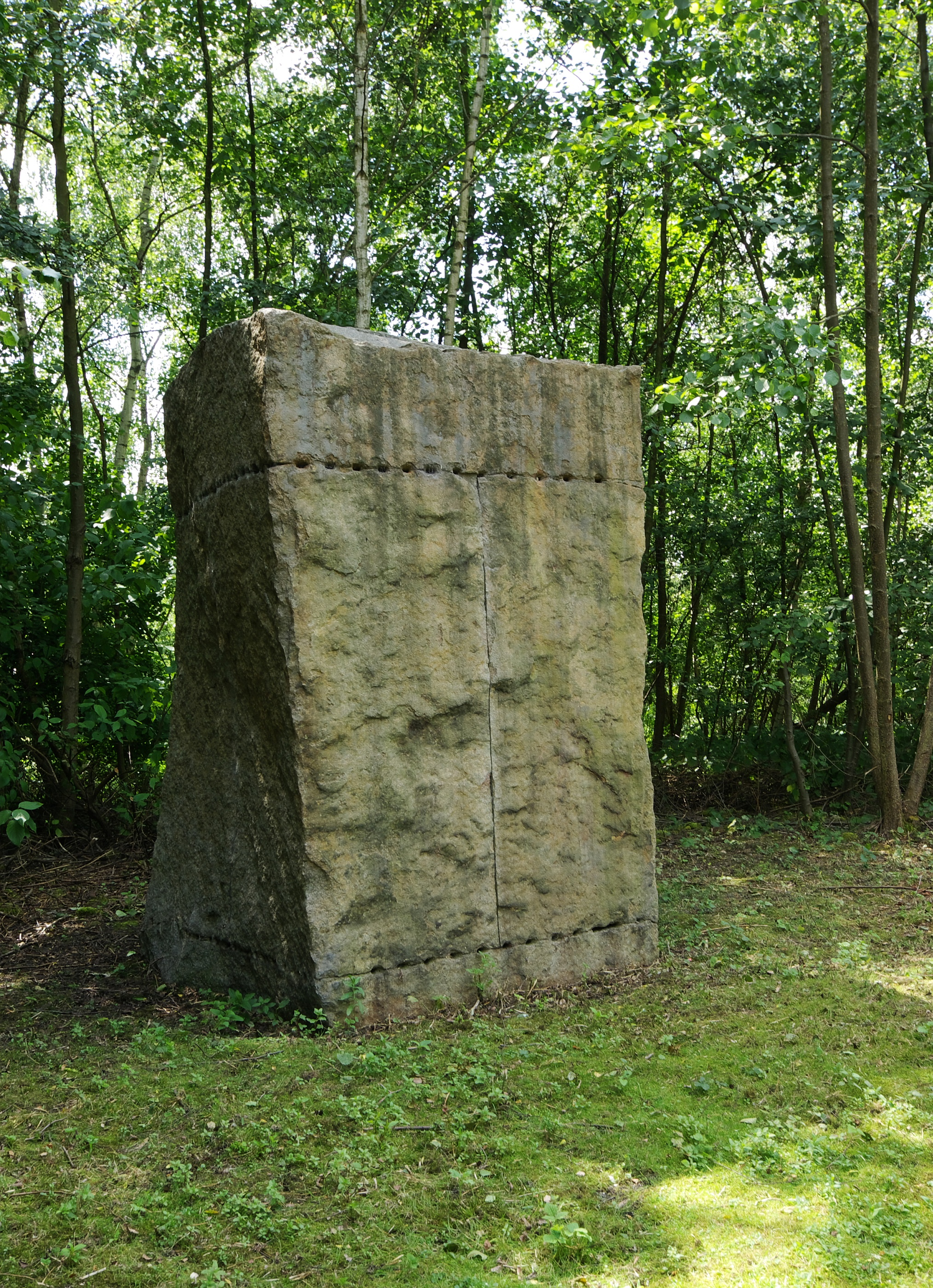
zonder titel
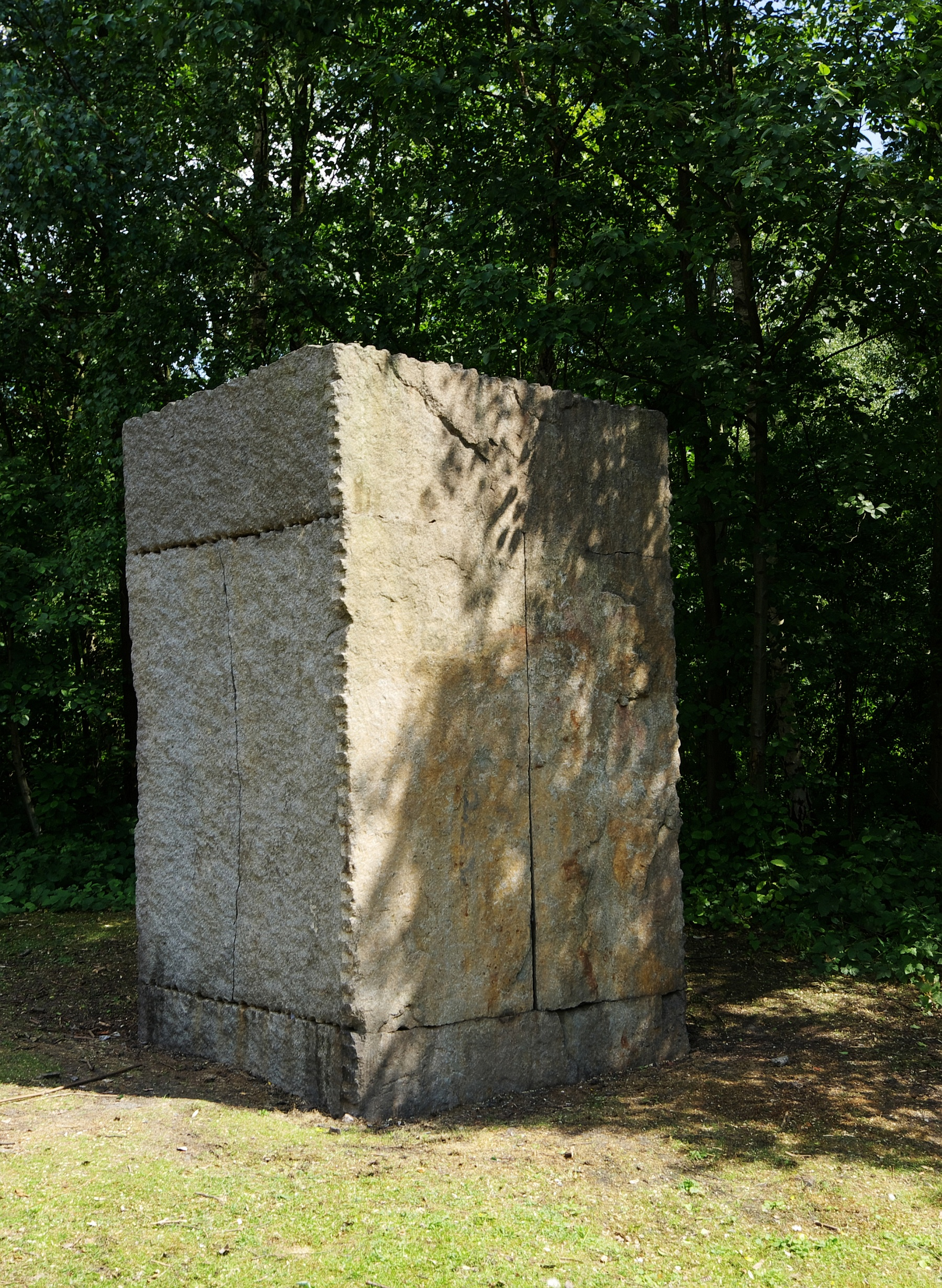
zonder titel
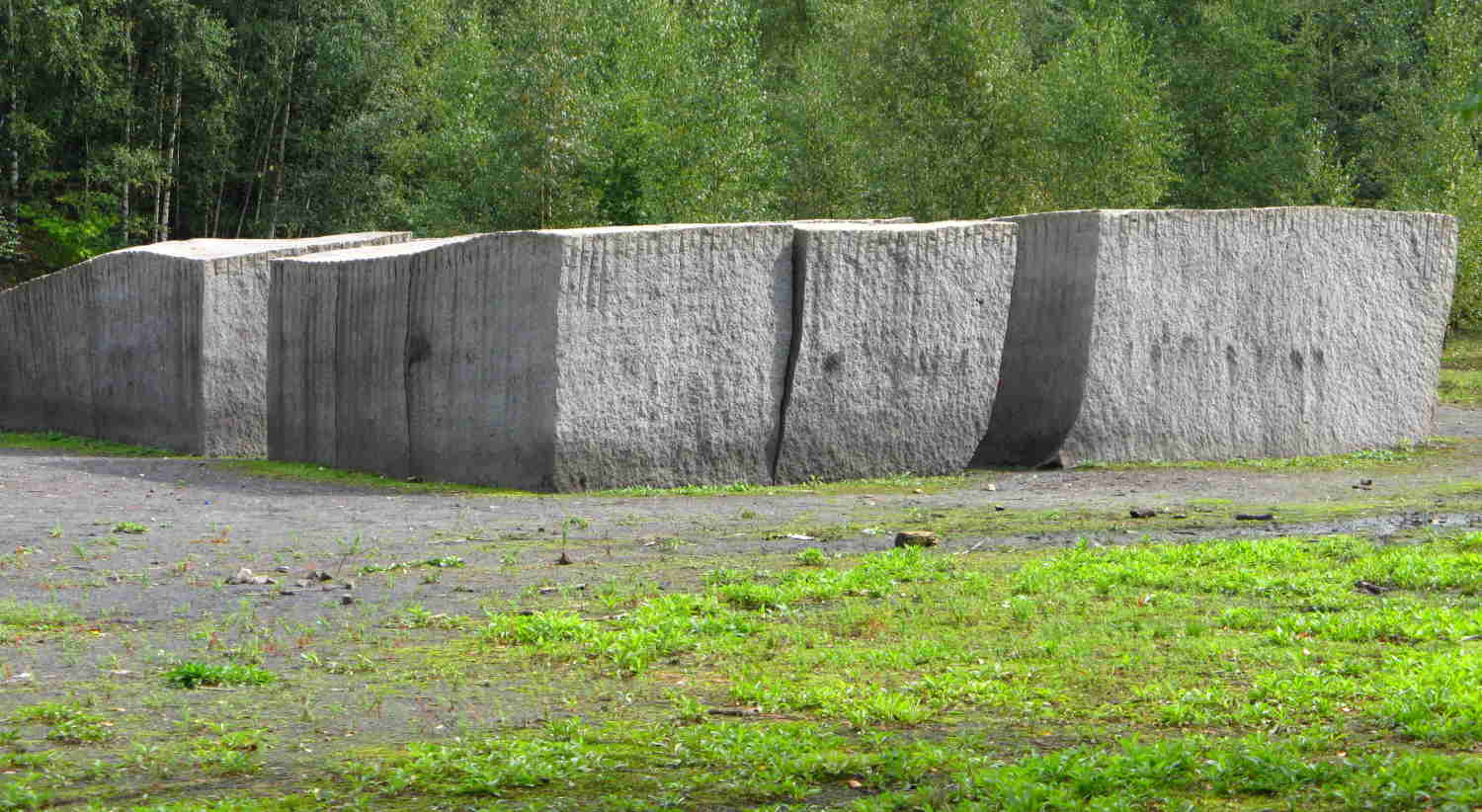
Castell (1991)